# CLAMP in Wonderland
CLAMP in Wonderland (クランプいんわーだーらんど?, Kuranpu in wādārando) e CLAMP in Wonderland 2 (クランプいんわーだーらんど2?, Kuranpu in wādārando 2) sono due videoclip animati umoristici creati dalle CLAMP in cui compaiono diversi personaggi delle loro opere (e non solo). Il primo cortometraggio include i protagonisti delle loro opere a partire dal 1989 fino al 1994, mentre il secondo a partire dal 1995 fino al 2006.
I due videoclip sono stati distribuiti come OAV in Giappone nel 26 ottobre 2007, con il titolo CLAMP in Wonderland 1&2 1989〜2006 ＜PRECIOUS EDITION＞ (BCBA-3143). In seguito è stato pubblicato anche un album.

## CLAMP in Wonderland

### Apparizioni
Magic Knight Rayearth
Hikaru Shido, Umi Ryuzaki, Fu Hooji, Rayearth, Mokona, Ceres, Windam
Il ladro dalle mille facce
Akira Ijuin, Utako Ookawa
La leggenda di Chun Hyang
Chung Hyang, Mong Ryong
La principessa bianca
Garō no yama
Miyuki nel paese delle meraviglie
Miyuki, Bianconiglio
RG Veda
Ashura, Yasha-oh, Souma e altri
Tokyo Babylon
Seishirō Sakurazuka, Subaru Sumeragi, Hokuto Sumeragi
CLAMP Detective
Nokoru Imonoyama, Suou Takamura, Akira Ijuin, Utako Ookawa
X
Draghi del Cielo, Draghi della Terra
Polizia scolastica Duklyon
Kentaro Higashikunimaru,  Takeshi Shukaido, Eli Chusonji, Kotobuky Sukiyabashi
Le bizzarre avventure di JoJo di Hirohiko Araki
Jouta Kujo (personaggio originale)

### Produzione
- Idea originale, characted design: CLAMP
- Progetto: Nanase Ōkawa
- Produttore: Satsuki Igarashi,  Masaki Sawanobori, Kazuhiko Ikekuchi, Masao Maruyama
- Storyboard: Mokona Apapa, Mick Nekoi
- Regista: Morio Asaka
- Character design, direttore artistico: Kumiko Takahashi
- Musica: Clamp Co., Ltd.
- In collaborazione con: Clamp Research Department, Clamp Research Department's Secretarial Office, Shelty Co., Ltd.
- Produzione: Animate

### Colonna sonora
Tema d'apertura
- Anata dake no wonderland (あなただけのWONDERLAND?), testo di Nanase Ōkawa, performance di Junko Hirotani.

Tema di chiusura
- "Anata" ga "shiawase" de aru you ni (『あなた』が『幸せ』であるように?), testo di Nanase Ōkawa, performance di Junko Hirotani.

## CLAMP in Wonderland 2

### Apparizioni
xxxHOLiC
Kimihiro Watanuki, Yuko Ichihara, Shizuka Dōmeki, Maru & Moro, Soel & Larg
Magic Knight Rayearth
Hikaru Shido, Umi Ryuzaki, Fu Hooji, Rayearth, Primera
Kobato
Kobato Hanato, Ioryogi
Card Captor Sakura
Cerberus, Spinel Sun, Sakura Kinomoto, Tomoyo Daidouji, Syaoran Li
Il ladro dalle mille facce
Akira Ijuin, Utako Ookawa
La leggenda di Chun Hyang
Chun Hyang
La principessa bianca
Garō no yama
Wish
Kohaku
Chobits
Sumomo, Kotoko, Hideki Motosuwa, Chii, Freya
RG Veda
Diversi personaggi
Lawful Drugstore
Kazahaya Kudo, Rikuo Himura, Kakei, Saiga
Mi piaci perché mi piaci
Hinata Asahi, Shiro Aso
Tokyo Babylon
Seishirō Sakurazuka, Subaru Sumeragi, Hokuto Sumeragi
Angelic Layer
Misaki Suzuhara, Ichiro Mihara, Kotaro Kobayashi, Hikaru e altri angel.
Clover
Su e altri personaggi
CLAMP Detective
Nokoru Imonoyama, Suou Takamura, Akira Ijuin
X
Draghi del Cielo, Draghi della Terra
Polizia scolastica Duklyon
Kentaro Higashikunimaru, Takeshi Shukaido, Eli Chusonji, Kotobuky Sukiyabashi
Tsubasa RESERVoir CHRoNiCLE
Shaoran, Sakura, Fay D. Florite, Kurogane

### Produzione
- Idea originale: CLAMP
- Progetto: Nanase Ōkawa
- Regista: CLAMP
- Produttore: Mitsuyuki Masuhara
- Opening storyboard: Mokona
- Ending storyboard: Tsubaki Nekoi
- Character designer, direttore dell'animazione (Opening): Hiromi Katō
- Direttore dell'animazione (Ending): Yoshinori Kanemori
- Colore: Naoko Kodama
- Direttore artistico: Akemi Konno
- Direttore della fotografia: Yuki Hama
- Editing: Kashiko Kimura
- Studio dell'animazione: Madhouse
- Studio: PYROTECHNIST

### Colonna sonora
Tema d'apertura
- action!, testo e performance di Maaya Sakamoto, composizione di h-wonder.

Tema di chiusura
- Oh YEAH! di Round Table feat. Nino.

## CLAMP in Wonderland 1&2 ＜PRECIOUS SONGS＞
Questo album comprende le canzoni dei due episodi.

### Tracce
1. action! - (Maaya Sakamoto)
2. Oh! Yeah!! - (ROUND TABLE featuring Nino)
3. Anata dake no wonderland (あなただけのWONDERLAND?) - (unko Hirotani)
4. "Anata" ga "shiawase" de aru you ni (「あなた」が「しあわせ」であるように?) - (unko Hirotani)
5. action! - (versione acustica)
6. Oh! Yeah!! - (versione senza Nino)